# 楊羚
楊羚（英語：Carol Yeung，1967年11月15日—），原名楊慧玲，香港女演員，出身於無綫電視。現在是全職家庭主婦，並育有一子一女。

## 生平
楊羚出身於演藝世家，是著名電影演員兼粵劇名伶劉克宣的外孫女，並且是亞洲電視前「鎮台之寶」劉志榮的外甥女。她曾就讀格致書院、香港基教書院及一間位於美孚的中學。
於1982年，她本已約好藍潔瑛一起去投考無綫電視藝員訓練班，結果她臨時變卦，藍潔瑛獨自去投考並且獲得錄取。她到了1988年才加入無綫，在多部電視片集中參與演出，惟都是一些閒角。反而，1987年在電影《靚妹正傳》擔正女主角，飾演憑《靚妹仔》一片奪得香港電影金像獎最佳女主角的林碧琪為藍本的阿珊，才開始受人注視。
由於外形較年青兼具少女氣息，她在片集中一般都是飾演主角的女兒或者妹妹，其中最為人熟悉的是1992年無線重頭劇《大時代》飾演男主角方展博 ( 劉青雲飾 ) 的妹妹方敏。

## 家庭
楊羚六歲時父親便離世，由母親撫育她和三個哥哥，在澳門寄宿學校讀小學。而她的外祖父是粤劇名伶劉克宣。
2000年，楊羚與從事旅遊業的夫婿結婚，育有一子一女，近年已甚少參與拍攝工作，只是在亞洲電視和香港有線電視擔任主持，以及偶爾參演香港電台電視部製作的單元劇。

## 演出作品

### 電視劇（無綫電視）
| 年份   | 劇名                            | 角色                   |
| 1988年 | 衰鬼迫人                        | Jenny                  |
| 1988年 | 不再少年時                      | 容小絲                 |
| 1988年 | 都市方程式                      | 周玲（幺妹）           |
| 1989年 | 公私三文治                      | 張佩珊                 |
| 1989年 | 義不容情                        | 林秀文                 |
| 1989年 | 花月佳期                        | 周美君                 |
| 1989年 | 邊城浪子                        | 南宮青妹（1991年播出） |
| 1990年 | 香港蛙人                        | 羅婉兒                 |
| 1990年 | 殺戮江湖                        | 丁紫菁                 |
| 1990年 | 黃金傳奇                        | 小花                   |
| 1991年 | 人海驕陽                        | 袁家欣                 |
| 1991年 | 我愛玫瑰園                      | 方樂兒（Ruby）         |
| 1991年 | 與郎共舞                        | 江上影                 |
| 1991年 | 日月神劍                        | 裘菁菁                 |
| 1992年 | 捉妖奇兵                        | 裘菁菁                 |
| 1992年 | 小男人出差                      | 方連心                 |
| 1992年 | 大時代                          | 方敏                   |
| 1992年 | 極度空靈第4集單元「再生的信念」 | 何明慧                 |
| 1993年 | 怒火羔羊                        | 周玲                   |
| 1993年 | 少年五虎                        | 雷靜雯（Mandy）        |
| 1994年 | 恨鎖金瓶                        | 龐春梅                 |
| 1994年 | 獨臂刀客                        | 慕容蓉                 |
| 1995年 | 邊緣故事                        | 李樂怡                 |
| 1995年 | 包青天                          | 雲曉丹                 |
| 1995年 | 孝感動天 之「目蓮救母」         | 姚翠翠（1997年播出）   |
| 1995年 | 愛在暴風的日子                  | 方月娥（1998年播出）   |
| 1996年 | 十三密殺令                      | 小桃（1999年播出）     |
| 1997年 | 大刺客 之「煙花殺手」           | 康寧郡主               |
| 1997年 | 男人四十打功夫                  | 江卓盈                 |
| 1997年 | 大鬧廣昌隆                      | 許淑貞                 |

### 電視劇（香港電台）
| 年份   | 劇名          | 角色 |
| 1988年 | 性本善        |      |
| 2011年 | 女人多自在IV  |      |
| 2012年 | 正斗中文      |      |
| 2012年 | 賭海迷徒      |      |
| 2013年 | 一念之間2     |      |
| 2013年 | 申訴          |      |
| 2015年 | 沒有牆的世界5 |      |
| 2016年 | 女人多自在V   |      |
| 2016年 | 同行者        |      |

### 電視節目（無線電視）
| 年份   | 節目名稱                                                                  |
| 1990年 | Levi's創意集中型，拍檔：周慧敏、林敏驄、雷宇揚                            |
| 1991年 | 寰宇風情（日本特輯)                                                       |
| 1993年 | 親子也瘋狂，拍檔：鄧梓峰）                                                |
| 1993年 | 大江南北（江蘇特輯，拍檔：蔡國權）                                        |
| 1994年 | 大江南北（廣西特輯，拍檔：曾偉權）                                        |
| 1991年 | 花弗新世界之永安旅遊 點解東歐咁好玩，拍檔：鄭嘉穎、關詠荷、黎瑞恩、江希文 |
| 1995年 | 為食到廣東，拍檔：李家聲、張延、陳霽平、羅霖、劉小慧）                    |
| 1995年 | 大江南北（南海特輯，拍檔：林敬剛）                                        |
| 1995年 | 寰宇風情（以色列特輯）                                                    |

### 電視節目主持（亞洲電視）
| 年份        | 節目名稱   |
| 2008年      | 師奶你好嘢 |
| 2008年      | 師奶我最大 |
| 2010-2011年 | 生活加油站 |

### 節目嘉賓（香港開電視）
- 《30分鐘大放餸》（2019年）

## 電影
| 年份   | 片名       | 角色       |
| 1986年 | 霹靂大喇叭 |            |
| 1987年 | 意亂情迷   | 劉小芳     |
| 1988年 | 法內情     |            |
| 1989年 | 靚妹正傳   | 張慧珊     |
| 1989年 | 追女重案組 | 何翠盈     |
| 1990年 | 喋血江湖   | 阿儀       |
| 1999年 | 天使之城   |            |
| 2005年 | 妃子笑     | 羚嬤嬤     |
| 2005年 | 天地孩兒   | 羅太       |
| 2009年 | 竊聽風雲   | 羅麗嫦     |
| 2010年 | 鎗王之王   | 徐偉光 妻  |
| 2013年 | 微交少女   | Ruby       |
| 2015年 | 踏雪尋梅   | 丁子聰亡母 |

### 音樂錄像
- 1988年：李克勤《仍是老地方》
- 1992年：譚詠麟《祗有你》
- 1992年：林志穎《今年夏天》